# Musica leggera (Francesco De Gregori)
Musica leggera è il terzo album di canzoni registrate dal vivo di una trilogia (insieme a Niente da capire e Catcher in the Sky) di Francesco De Gregori, pubblicato nel 1990.
Il brano Natale è registrato al Folkstudio di Roma.

## Tracce
1. Natale - Roma/Folkstudio (18-11-1987) - 2:56
2. Cercando un altro Egitto - Trieste (24-1-1989) - 5:20
3. La ragazza e la miniera - Trieste (24-1-1989) - 4:15
4. Buenos Aires - Trieste (24-1-1989) - 3:48
5. Cose - Roma (7-10-1989) - 5:28
6. Ciao ciao - Capo d’Orlando (5-8-1987) - 2:41
7. Caterina - Roma (8-10-1989) - 4:48
8. Pablo - Roma (7-10-1989) - 5:17
9. Il canto delle sirene - Roma (9-10-1989) - 6:37
10. Raggio di sole - Trieste (24-10-1989) - 3:27
11. La storia - Canton Ticino (14-7-1987) - 2:52